# Beer Léon Fould
Pour les autres membres de la famille, voir Famille Fould.
Beer Léon Fould, parfois orthographié Berr, né le 5 mars 1767 à Boulay-Moselle (province de Lorraine) et mort à Paris le 13 mai 1855 , est un banquier qui a fondé son premier établissement à Paris vers 1795. Il repose au cimetière du Père Lachaise (division 7), à Paris.

## Biographie
Le lieu de naissance de Fould est alors la métropole religieuse des Ashkénazes lorrains. Lui-même, issu d'une modeste famille juive autorisée à résider à Nancy, se fait cireur de chaussures à douze ans, devant l'hôtel particulier de Cerf Berr. Le financier remarque l'enfant pour sa grande volonté d'apprendre. Selon le récit qu'en fait Alfred Cerfberr (descendant direct de la famille Cerf Berr) : « Le banquier Cerf Berr de Medelsheim, grand seigneur et considéré comme tel à Nancy, est à l'origine de la fortune de Beer Léon Fould, qu'il trouva en train de cirer des chaussures dans la rue. En même temps, l'enfant apprenait à lire et à écrire par lui-même. Cerfberr l'installa dans son hôtel, en fit un valet de chambre, puis un factotum, puis un caissier. Lorsque Beer Léon voulut s'établir banquier à Paris, son bienfaiteur lui avança la somme de trente mille francs par trois fois. »
Ces trois prêts de Cerf Beer correspondent aux trois liquidations auxquelles Beer Léon Fould a procédé.
Peu de temps après avoir ouvert son premier établissement de banque, Fould procède à sa première liquidation le 14 février 1799, avec 235 créanciers et 240 débiteurs, un passif  d'environ 1 562 816 francs, et  un actif de 2 818 904 fr.  C'est ce que l'on appelle une fausse faillite. Fould laissant procuration à sa femme, il disparaît pendant quatre mois et il fait acheter son hôtel par des hommes de paille. Cette première liquidation  lui permet d'acquérir un second hôtel rue Bergère le 21 septembre 1802.
En mars 1807, Fould se lance dans une activité industrielle avec un conglomérat de fonderies et de moulins près d'Avignon, et il lance des souscriptions auprès de banquiers pour créer la Compagnie des fonderies du Vaucluse, en commandite,. Les banques lui font confiance, mais en 1810, année désastreuse pour l'économie, 283 banques déposent leur bilan et Napoléon est prévenu que le juif Fould laisse en souffrance, pour sa banque de la rue Bergère et dans le Vaucluse, environ trois millions d'engagements.
Fould sera ainsi trois fois de suite au bord du gouffre, une dernière fois en 1831 avec l'implication de grandes banques étrangères. Sa troisième liquidation est la plus magistralement proche de la fausse faillite. Mais Fould avait déjà été réinscrit sur le registre des banquiers dès la fin de la deuxième tempête 30 mars 1826,, et dès 1828, il achète le château de Rocquencourt, dans la commune dont il devient le maire. Son honorabilité n'étant plus en cause, il fait partie du cercle très fermé de la Haute-Banque, comprenant les huit banquiers les plus puissants.

## Fould et Nucingen
Le parallèle entre Fould et Nucingen est presque trop évident. Fould est employé à 12 ans chez Cerf Berr comme Nucingen chez Aldrigger, il fait sa première liquidation et achète un second hôtel, comme  Nucingen, les activités industrielles de Fould et les mines du Worschin de Nucingen se ressemblent, enfin tous deux achètent un château après leur deuxième liquidation. Tout porte à plaquer le vrai personnage sur celui inventé. Mais Balzac n'est pas si simple. Il sait que Fould a des jumeaux dans la finance : Georges Humann, Jacques Laffitte ou James de Rothschild, dont les opérations sont très voisines de celles de Fould.

## La dynastie Fould
Beer Léon Fould (1767-1855) est à l'origine d'une dynastie de banquiers parmi lesquels on compte son neveu Baron Eugène Fould, son fils aîné Benoît Fould (1792-1858), son troisième fils, Louis Fould  (1794-1858), son petit-fils Adolphe Fould (17 juillet 1824-29 juin 1858), fils d'Achille Fould, membre du Conseil d'Escompte de la Banque de France.
Beer Léon est aussi le père de l'homme politique Achille Fould, son second fils, et le grand-père de Cécile Furtado-Heine.

## Pour approfondir